# Borbecks
Het Borbecks (eigen naam: Borbecksch (Platt)) is de naam voor het Nedersaksisch dialect dat men vanouds in Essen, Oberhausen en Bottrop (Duitsland) spreekt.

## Onze Vader
| Nederlands Onze vader die in de hemel zijt Uw naam worde geheiligd. Uw rijk kome. Uw wil geschiede Op aarde zoals in de hemel. Geef ons heden ons dagelijks brood. En vergeef ons onze schuld, Zoals wij ook aan anderen Hun schuld vergeven. En leid ons niet in bekoring, Maar verlos ons van het kwade. Want U is het koninkrijk en de kracht En de heerlijkheid in eeuwigheid Amen. | Borbecksch Onse Vader em Hemmel Din Name sall gehillig wären, Din Riek sall kommen, Din Wille sall passeeren as em Hemmel so ok op Ären Onse däglich Brot gäw ons vandage On vegäw ons onse Schuld As ok wi dä vergäwt, Dä en onse Schuld stott. On föhr ons nech en Väseukung Sönnern befrie ons van däm Uewel. Denn din es dat Riek, on dä Kraff On dä Herrlichkeit, en Ewigkeit. Amen. | Achterhooks (Winterswiek) Unzen Vader in de hemelen, Laot dienen name eheilegd worden; Laot dien könninkriek kommen; Laot dienen wille gebeuren Op de eerde zo as in den hemel. Gef uns noo uns dageleks brood En vergef uns unze scholden Zo as ok wi-j vergeft Wee bi-j uns in de schold staot; En breng ons neet in verzeuking, Maor maak uns vri-j van 't kwaod. Want van Di-j is het könninkriek en de krach En de glorie noo en alle dage. Amen. | Hochdeutsch Vater unser im Himmel, Geheiligt werde dein Name. Dein Reich komme. Dein Wille geschehe, Wie im Himmel so auf Erden. Unser tägliches Brot gib uns heute. Und vergib uns unsere Schuld, Wie auch wir vergeben Unseren Schuldigern. Und führe uns nicht in Versuchung, Sondern erlöse uns von dem Bösen. Denn dein ist das Reich und die Kraft Und die Herrlichkeit in Ewigkeit. Amen. |

## Classificatie
- Indo-Europees
  - Germaans
    - West-Germaans
      - Nederduits
        - Nedersaksisch
          - Westfaals
            - Borbecksch Platt

## Schrijver
- Hermann Hagedorn
- Willi Schlüter
- Elisabeth Holte
- Willi Witte
- Hermann Witte
- Josef Witte
- Johannes Pesch